# Ben Stassen
Ben Stassen (* 1959) ist ein belgischer Filmproduzent und -regisseur. Nach Abschluss seines Studiums an der kalifornischen USC School of Cinema and Television arbeitete er ab 1985 für US-amerikanische Fernsehsender. Der jugoslawische Film Das Leben mit dem Onkel, an dem Stassen als Executive Producer beteiligt war, war 1990 für den Golden Globe als bester fremdsprachiger Film nominiert.
Ab 1991 war Ben Stassen mit Filme für IMAX-Kinos, Museen und Freizeitparks tätig, er ist einer der Mitbegründer der Produktionsfirma nWave Pictures (1994). Er gilt als einer der führenden Experten weltweit für IMAX, Showscan, VistaVision und anderer Spezialformate.

## Filmografie (Auswahl)
Regisseur
- 2007: Fly Me to the Moon
- 2009: Sammys Abenteuer – Die Suche nach der geheimen Passage (Sammy’s avonturen: De geheime doorgang)
- 2011: Sammys Abenteuer 2 (Sammy’s avonturen 2)
- 2013: African Safari 3D
- 2013: Das magische Haus (The House of Magic)
- 2016: Robinson Crusoe
- 2017: Bigfoot Junior (The Son of Bigfoot)
- 2019: Royal Corgi – Der Liebling der Queen (The Queen’s Corgi)

Als Produzent
- 2003: Infekcija
- 2009: Sammys Abenteuer – Die Suche nach der geheimen Passage (Sammy’s avonturen: De geheime doorgang)
- 2011: Sammys Abenteuer 2 (Sammy’s avonturen 2)
- 2013: Das magische Haus (The House of Magic)
- 2016: Robinson Crusoe
- 2019: Royal Corgi – Der Liebling der Queen (The Queen’s Corgi)